# Fábrica romana de salga
A Fábrica Romana de Salga situa-se na Travessa de Frei Gaspar, no centro da cidade de Setúbal, no subsolo de um edifício onde se encontravam instalados serviços da Região de Turismo da Costa Azul.
Esta unidade industrial romana, composta por catorze cetárias, foi descoberta em 1979, quando de obras efectuadas nesse mesmo local. Esta unidade dedicava-se à salga de peixe e pequenos crustáceos, com os quais se preparavam vários alimentos e condimentos, destacando-se o garo.
Corresponde a um período de ocupação que vai do século I ao V/VI. A fábrica foi posteriormente abandonada, devido à decadência dos mercados romanos.
A antiga Fábrica Romana de Salga encontra-se classificada como Imóvel de Interesse Público desde 1982.